# Ergavia subrufa
Ergavia subrufa là một loài bướm đêm trong họ Geometridae.